# Niewiarowscy
Niewiarowski (forma żeńska: Niewiarowska; liczba mnoga: Niewiarowscy) – polskie nazwisko. Na początku lat 90. XX wieku w Polsce nosiły je 2452 osoby.

## Niewiarowscy herbu Półkozic

Półkozic

Niewiarowscy herbu Półkozic, z Niewiarów w Krakowskiem i Niewiarowo w Podlaskiem „wzięli swe początki od Jana Ligęzy wojewody Łęczyckiego, który Niewiarów fundowawszy, nowe nazwisko Niewiarowskich wniósł w dom Ligęzów, koło r. 1389. i lubo przeszłego wieku, rzadko który był dom, któryby heretyckimi nowinkami, nie miał się uwikłać, Niewiarowskiego jednak żadnego dysydenta nie było. Ten wojewoda, Promnicki folwark Dominikanom Krakowskim, wiecznemi czasy darował, w Niegowicach pogrzebiony."
W 1382 roku w Brodnicy Ziemowit IV książę mazowiecki z bratem Januszem I zastawił dwa zamki: w Wiźnie i Goniądzki z przynależnościami Zakonowi Krzyżackiemu.
W roku 1389 Krzyżacy oddali część ziem pojaćwieskich, leżących między Biebrzą i Brzozówką Litwie. W 1401 roku ziemia wiska wróciła do rąk książąt mazowieckich.
W 1493 r. (jak podaje dokument funduszowy kościoła trzciańskiego) poddano likwidacji folwark wielkich książąt litewskich w Trzciannym, którego grunty podzielono pomiędzy kmieciami.
22 II 1494 Aleksander Jagiellończyk nadał Andrzejowi Niewiarowiczowi wójtostwo boguszewskie we włości goniądzkie (trzy wsie: Niewiarowo, Trzcianne i Przytulankę). Na uposażenie wójta składały się m.in. 2 włóki wójtowskie w Niewiarowie.
W 1502 r. Andrzej Niewiarowicz, dziedzic na Niewiarowie, ufundował kaplicę przy kościele w Trzciannym pw. Świętych: Andrzeja, Stanisława, Wojciecha, Leonarda i Walentego, uposażając ją w 2 łany we wsi Trzcianne i 2 inne łany we wsi Przytulanka.
W 1569 r. szlachta parafii goniądzkiej wobec inkorporacji Podlasia złożyła w Grodzie Bielskim (Andrzej syn niegdyś Leonarda z Niewiarowa oraz Walenty i Michał Niewiarowscy) przysięgę na wierność królowi i Koronie Polskiej.
W 1571 roku Michał i Andrzej Niewiarowscy podarowali swemu bratu Walentemu, komornikowi ziemi bielskiej, swoje działy własnościowe w Niewiarowie/Niewiarowo. W tym samym roku siostrzeniec Heleny Niewiarowskiej Jan Grajewski został wójtem goniądzkim. W 1472 r. na części majątku Jana z Białowieży, zwanego Grajewskim, nadwornego księcia Kazimierza III płockiego i starosty biskupich dóbr pułtuskich założono wieś Grajwy. Dzięki staraniom Jana i Jakuba Grajewskich Zygmunt Stary nadał Grajwom (dzisiejsze Grajewo) prawa miejskie magdeburskie i ustanowił wójtostwo.
Dziedzicem (w 1616 r.) na Niewiarowie, Nowosiółkach i Trzciannym został Feliks Niewiarowski, wcześniej w 1605 r. wzmiankowany jako rotmistrz królewski.
18 II 1668 król Jan Kazimierz wystawił przywilej dla Marianny z Tryznów Stefanowej Niewiarowskiej na ustąpienie dóbr Trzciana w powiecie brańskim na rzecz Jana Niewiarowskiego - podczaszego kaliskiego.
Helena z Niewiarowskich Poniatowska (ur. ok. 1656, zm. 1732) – córka Baltazara Niewiarowskiego i Zuzanny Czaplińskiej – była babką króla polskiego Stanisława Augusta Poniatowskiego.
Drugi z synów Kazimierza i Marianny Bików jednego ze znanych rodów łańcuckich – Walenty (1835) ożenił się w 1866 roku z Antoniną ze Słowików, z którą miał syna Ignacego (1867), Franciszka (1870), córkę Mariannę (1876) i syna Józefa. Ignacy w 1890 roku ożenił się z Rozalią z Kokoszów, a Józef z Albiną, córką Wincentego Bika i Wiktorii z Peszków.
Marianna Niewiarowska, córka Jana Niewiarowskiego i Weroniki Karulskiej, wnuczka Józefa Karulskiego i Ewy z domu Poniatowskiej, z Szyman k. Grajewa (ur. w 1893 r., zm. w 1981 r.), żona Józefa Chorosza (ur.w 1897 r., zm.w 1970 r.), syna Zofii Słowik i Mikołaja Chorosza z Rudy była matką Tadeusza Chorosza (ur. 18 VII 1924 r., zm. 4 IV 2006 r.) działacza Związku Walki Zbrojnej i Batalionów Chłopskich, uczestnika bitwy pod Wizną, więźnia politycznego z czasu II wojny światowej (więźnia obozów koncentracyjnych: Auschwitz-Birkenau, Groß-Rosen, Sachsenhausen, Bergen-Belsen i Fallingbostel).
Niewiarowscy z ziemi wiślickiej herbu Półkozic to zupełnie odrębna rodzina o wspólnych korzeniach z Ligęzami.

## Niewiarowscy herbu Lubicz
Gniazdem Niewiarowskich herbu Lubicz było Niewiarowo. Stąd pochodził wymieniony w haśle Jan, podczaszy kaliski.

## Niewiarowscy herbu Ślepowron
Herbem Ślepowron posługiwali się Niewiarowscy z Niewiarowa w ziemi drohickiej.

## Znani Niewiarowscy
- Ireneusz Niewiarowski (ur. 1953) – polityk;
- Wacław Niewiarowski (ur. 1942 – zm. 2007) – polityk;
- Teresa Niewiarowska – kompozytorka;
- Kazimiera Niewiarowska – (ur. 1890 – zm. 1927) – śpiewaczka operetkowa;
- Antoni Niewiarowski h. Ligęza (ur. 1843, Olszyny – zm. 1876, Lwow) – właściciel dóbr z Galicji, uczestnik powstania 1863 – 1864 r. zesłany na Zachodnią Syberię, walczył jako szeregowiec w oddz. Lelewela i Jeziorańskiego;
- Adolf Niewiarowski (1862- 1918?, Niekłań) – ceniony[przez kogo?] artysta-rzeźbiarz, urodzony w 1862, oddany do pracowni znakomitego rzeźbiarza ś.p. Andrzeja Pruszyńskiego, rozwijał swój talent i do końca życia swojego profesora był najpracowitszym z jego uczniów i pomocników. Wykonał wiele prac monumentalnych, które są ozdobą kościołów, gmachów publicznych i cmentarzy. Po śmierci profesora rozpoczął pracę samoistną jako artysta dużej miary;
- Helena Niewiarowska – córka Baltazara Niewiarowskiego i Zuzanny Czaplińskiej, babka króla polskiego Stanisława Augusta Poniatowskiego;